# Ичкерия (историческая область)
Ичке́рия (чечен. Нохч-мохк, Нахче-Мохк) — название исторической области на юго-востоке нынешней Чеченской Республики. Зачастую Ичкерией ошибочно называется вся территория Чечни.

## Этимология
Нахчмохкой — в переводе означает «жители чеченской земли». Историческая область «Ичкерия» — единственный регион в Чечне, имеющий общенациональное (нохчий/нахчий) название на чеченском языке, связано это с тем, что при заселении Нахчмохка земля делилась между представителями всех чеченских родов, между чеченцами со всех горных обществ, в то время, как в других горных регионах Чечни у каждого рода была своя земля, носившая название соответствующего рода/общества, к примеру, Нашха, Терлой-мохк, Дышне-Мохк, Орстхой-Мохк и другие.

## История
Название «Ичкерия» происходят от реки Искерк (чечен. Искаьрк). Сами чеченцы данную территорию называют ещё одним названием, обозначаемую русскими документами как «Ичкерия» — Нохчи-мохк (чечен. Чеченская земля). По другой версии Ичкерия — слово чеченское, в переводе на русский язык означает ровное место среди возвышенности. В применении к географическому положению Ичкерии это название как нельзя больше характерно и соответствует действительности.
В русских документах это название не всегда приводится в форме «Ичкерия». Употреблялось также название «Искерия». Так, в приложении к рапорту командующего Сунженской линии полковника Пулло, датированном 23 августа 1836 года, мы обнаруживаем такое обозначение: «Искерийская деревня Зандак». В той же форме (Искерия) приводит это название полковник российской армии, участник Кавказской войны, писатель, поэт, исследователь событий Кавказской войны и биографий её участников К. П. Белевич. По мнению Халида Ошаева название «Ичкерия» в аутентичном виде должно было звучать как «Искерия».
С другой стороны, в стихотворении М. Лермонтова «Валерик» всё звучит так:

Из гор Ичкерии далекой
Уже в Чечню на братний зов
Толпы стекались удальцов.
Названия этих сел являются одновременно и названиями тайпов из Ичкерии (Нохч-Мохка): айткхаллой, аллерой, белгатой, беной, билтой, гордалой, гендарганой, гуной, зандакой, курчалой, сесаной, цонтарой, ишхой, харачой, цонтарой, чермой, ширдий, шуоной, эгашбатой, элистанжхой, энакхаллой, энганой, эрсаной, ялхой.
- Река Искаьрг (Искярг)

## Исчезнувшие населённые пункты
- Хесамик-Юрт